# Zerotulidae
Zerotulidae is een familie van weekdieren uit de klasse van de Gastropoda (slakken).

## Geslachten
- Dickdellia Warén & Hain, 1996
- Frovina Thiele, 1912
- Trilirata Warén & Hain, 1996
- Zerotula Finlay, 1926